# Rekowo Lęborskie
Rekowo Lęborskie (kaszb. Rekòwò, niem. Reckow) – wieś kaszubska w Polsce położona w województwie pomorskim, w powiecie lęborskim, w gminie Nowa Wieś Lęborska na trasie zawieszonej obecnie linii kolejowej (Lębork-Choczewo-Wejherowo). Wieś jest częścią składową sołectwa Karlikowo Lęborskie.
W latach 1975–1998 miejscowość administracyjnie należała do województwa słupskiego.
W miejscowości był przystanek kolejowy Rekowo Lęborskie.
Inne miejscowości o nazwie Rekowo: Rekowo